# Standortübungsplatz Traunstein
Standortübungsplatz Traunstein este o arie protejată (arie specială de conservare — SAC, sit de importanță comunitară — SCI) din Germania întinsă pe o suprafață de 103,57 ha, integral pe uscat.

## Localizare
Centrul sitului Standortübungsplatz Traunstein este situat la coordonatele 47°54′15″N 12°38′22″E / 47.9042°N 12.6394°E.

## Înființare
Situl Standortübungsplatz Traunstein a fost declarat sit de importanță comunitară în noiembrie 2004 pentru a proteja 1 specie de animale. Situl a fost protejat și ca arie specială de conservare în aprilie 2016.

## Biodiversitate
Situată în ecoregiunea continentală, aria protejată conține 1 habitat natural: Fânețe de joasă altitudine (Alopecurus pratensis, Sanguisorba officinalis).
La baza desemnării sitului se află o specie protejată de  amfibieni: izvoraș-cu-burta-galbenă (Bombina variegata).